# Colpochila decolor
Colpochila decolor är en skalbaggsart som beskrevs av Britton 1986. Colpochila decolor ingår i släktet Colpochila och familjen Melolonthidae. Inga underarter finns listade i Catalogue of Life.